# Værker af Leonardo da Vinci
Liste over værker af Leonardo da Vinci.
Hvis et eller af flere af værkerne står med Q-nummer, er du mere end velkommen til at tilføje værkets danske titel på Wikidata.
Denne liste bliver periodisk opdateret af en bot. Manuelle ændringer ved listen bliver fjernet ved næste opdatering!
| billede | artikel | år             | samling                                                         | genre                           | afbilder |
| ------- | --- | -------------- | --------------------------------------------------------------- | ------------------------------- | --- |
|         | Codex Arundel | 15th century   | British Library                                                 |                                 | |
|         | Baluardo di Varenna | 1450           |                                                                 | fæstning observationstårn       | |
|         | Drapery Study for a Standing Figure Stepping Forwards to the Right | 15th century   | Rennes Museum of Fine Arts                                      | Akt portræt                     | mand |
|         | Homo Vitruvianus | 1459           | Gallerie dell'Accademia                                         |                                 | menneske Cirklens kvadratur cirkel kvadrat |
|         | Madonna with the Laughing Child | 1460           | Victoria and Albert Museum                                      |                                 | Jomfru Maria med barnet |
|         | Porto di Lecco | 1466 1336      |                                                                 | fæstning borg                   | |
|         | Kristi dåb | 1470s          | Galleria degli Uffizi                                           | religiøs kunst                  | Jesus Johannes Døberen Jesu dåb Monte San Martino |
|         | Bust of a Warrior | 1470s          | British Museum                                                  | portræt                         | mand condottiere rustning hjelm |
|         | Sheet of Studies [recto] | 1470           | National Gallery of Art drawings in the National Gallery of Art |                                 | |
|         | Study of a Madonna [verso] | 1470           | National Gallery of Art drawings in the National Gallery of Art |                                 | |
|         | Bebudelsen | 1472           | Galleria degli Uffizi                                           | religiøs kunst                  | Jomfru Maria Bebudelsen Gabriel |
|         | Arno Valley Landscape | 1473-08-05     | Galleria degli Uffizi Gabinetto dei disegni e delle stampe      | landskabsmaleri                 | Valsassina vand |
|         | Wreath of Laurel, Palm, and Juniper with a Scroll inscribed Virtutem Forma Decorat [reverse]                                                                                           | 1470s          | National Gallery of Art                                         |                                 | Ginevra de' Benci motto |
|         | Study of a woman's hands | 1474           | Royal Collection                                                |                                 | hånd |
|         | Madonna of the Carnation | 1475           | Bayerische Staatsgemäldesammlungen Alte Pinakothek              | religiøs kunst portræt          | kvinde Jesusbarn dreng Jomfru Maria mor Villa Monastero Comosøen Bellagio Monte di Mandello |
|         | Annunciation | 1475 1470s     | Louvre Campana collection                                       | religiøs kunst                  | Jomfru Maria kvinde Bebudelsen |
|         | Ginevra de' Benci | 1470s          | National Gallery of Art                                         | portræt                         | Ginevra de' Benci kvinde |
|         | A Miracle of Saint Donatus of Arezzo | 1470s          | Worcester Art Museum                                            |                                 | |
|         | Drapery Study for a Seated Figure | 1470s          | Department of Prints and Drawings of the Louvre                 |                                 | |
|         | Drawing of two heads in profile and studies of machines | 1478-12        | Galleria degli Uffizi                                           |                                 | |
|         | Virgin and Child, known as 'Virgin with Fruits' | 1470s          | Department of Prints and Drawings of the Louvre                 |                                 | Jomfru Maria med barnet |
|         | Hanging of Bernardo Bandini Baroncelli | 1479-12-29     | Musée Bonnat-Helleu                                             |                                 | Bernardo Bandini hængning |
|         | Skt. Jerome i ørkenen | 1480s          | Pinacoteca Vaticana                                             | religiøs kunst                  | Hieronymus Jerome in the wilderness |
|         | Madonna Benois | 15th century   | Eremitagen                                                      | religiøs kunst                  | kvinde Jesusbarn dreng Jomfru Maria kjole nøgenhed siddende stilling aureola navle vindue mor |
|         | Study for the Madonna of the Cat | 15th century   | British Museum                                                  |                                 | Jomfru Maria Jesusbarn kat |
|         | Head of a Bear | 1480s          |                                                                 |                                 | |
|         | Three Seated Figures and Studies of Machines | 1480s          | Ashmolean Museum                                                |                                 | |
|         | Study of nursing Madonna and profile heads | 1480           | Royal Collection                                                |                                 | |
|         | A rider on a rearing horse | 1481           | Fitzwilliam Museum                                              |                                 | |
|         | Two horsemen | 1481           | Fitzwilliam Museum                                              |                                 | |
|         | Perspective study for the background of the Adoration of the Magi | 1481           | Galleria degli Uffizi                                           |                                 | |
|         | Tilbedelse af de Magi fra øst | 1482           | Galleria degli Uffizi                                           | religiøs kunst                  | Jesusbarn Jomfru Maria kvinde De vise mænds tilbedelse |
|         | Virgin of the Rocks | 1482           | Louvre                                                          | religiøs kunst                  | Jomfru Maria Child Saint John Jesusbarn nøgenhed Ærkeenglen Uriel landskab klippe Jomfru Maria med barnet langt hår knælende blond bøn velsignelse plante himmel frakke draperi øjenkontakt Il Fungo Torre Costanza Monte di Mandello almindelig akeleje Gul Iris Gul snerre Anemone hortensis Prikbladet Perikon Cyclamen purpurascens Storblomstret kodriver Torrione Fiorelli Corno di Nibbio |
|         | A ravine | 1482           | Royal Collection                                                |                                 | |
|         | Compositional Sketches for the Virgin Adoring the Christ Child, with and without the Infant St. John the Baptist; Diagram of a Perspectival Projection (recto); Slight Doodles (verso) | 1480s          | Metropolitan Museum of Art                                      |                                 | kvinde baby tegning Jesus Jomfru Maria Perspektiv Johannes Døberen Kristus |
|         | A Bear Walking | 1480s          | Metropolitan Museum of Art                                      |                                 | bjørn |
|         | Study for the Head of a Girl | 1483           | Royal Library of Turin                                          | portræt                         | |
|         | Cartoon for the head of the infant Saint John the Baptist | 1483           | Department of Prints and Drawings of the Louvre                 |                                 | |
|         | Statue of the Virgin of the Rocks | 1483           |                                                                 |                                 | Virgin barn |
|         | Lorenzo de' Medici | 1480s          | Royal Collection                                                |                                 | Lorenzo de' Medici |
|         | Portrait of a Musician | 1485           | Pinacoteca Ambrosiana                                           | portræt                         | mand musiker |
|         | Codex Atlanticus (F0033) | 1485           | Biblioteca Ambrosiana                                           |                                 | |
|         | The Holy Infants Embracing | 1480s          | No/unknown value                                                | religiøs kunst                  | kys småbørn Jesusbarn Child Saint John |
|         | Den sidste nadver | 1490s          | Santa Maria delle Grazie                                        | religiøs kunst                  | Jesus Den sidste nadver Bartholomæus Jakob Alfæus’ Søn Apostlen Andreas Judas Iskariot Apostlen Peter Apostlen Johannes Apostlen Thomas Jakob den Ældre Filip Matthæus Thaddæus Simon Zelotes bord borddug tallerken brød kop kniv vindue menneske vin pokal tunika |
|         | Madonna Litta | 1490           | Eremitagen                                                      | religiøs kunst                  | kvinde Jesusbarn dreng Jomfru Maria mor Nursing Madonna |
|         | Half-Length Figure of an Apostle | 1490s          | Albertina                                                       |                                 | |
|         | Head of a young woman in near profile | 1490           | Department of Prints and Drawings of the Louvre                 |                                 | |
|         | Damen med hermelinen | 1490           | Czartoryski Museum                                              | portræt                         | Cecilia Gallerani kvinde lækat Fritte |
|         | Study of five grotesque heads | 1490           | Royal Collection                                                | portræt                         | |
|         | Salvator Mundi of Lecco | 1492           |                                                                 |                                 | Jesus Leonardo da Vinci Chiesa di Santa Maria sopra Olcio |
|         | studies for the Last Supper | 1494 1495 1497 |                                                                 |                                 | Den sidste nadver |
|         | The ermine as a symbol of purity | 1494           | Fitzwilliam Museum                                              |                                 | |
|         | Head of Christ | 1494           | Pinacoteca di Brera                                             | religiøs kunst                  | Jesus mand |
|         | Virgin of the Rocks | 1490s 1500s    | National Gallery                                                | religiøs kunst                  | Jesusbarn engel Jomfru Maria Child Saint John Ærkeenglen Uriel Jomfru Maria med barnet Torre Costanza Il Fungo landskab nøgenhed plante himmel draperi aureola rock vandområde blomst kristent kors velsignelse Torrione Fiorelli Comosøen Corno di Nibbio |
|         | La Belle Ferronnière | 1495           | Louvre                                                          | portræt                         | kvinde |
|         | Portrait of a Young Fiancée | 1495           | No/unknown value                                                | portræt                         | langt hår coif kjole pige Formel påklædning caul interlace Bianca Maria Sforza, prinssese af Milano |
|         | Salone dei Cinquecento | 1495-05        |                                                                 |                                 | |
|         | Allegory on the Fidelity of the Lizard | 1496           | Metropolitan Museum of Art                                      |                                 | troskab |
|         | Sforza Family portraits in Santa Maria delle Grazie by Leonardo da Vinci | 1497           | Santa Maria delle Grazie                                        | portræt                         | |
|         | Sala delle Asse | 1498           | Pinacoteca del Castello Sforzesco                               |                                 | Chiesa di Santa Maria sopra Olcio |
|         | The Virgin and Child with Saint Anne and Saint John the Baptist | 1499           | National Gallery                                                | religiøs kunst                  | kvinde Jesusbarn dreng Jomfru Maria mor Child Saint John |
|         | Portrait of Isabella d'Este | 1500           | Department of Prints and Drawings of the Louvre                 | portræt                         | Isabella d' Este kvinde kjole langt hår décolletage profile |
|         | Head of a Woman | 1500s          | Galleria nazionale di Parma                                     | portræt                         | kvinde ansigt langt hår smil |
|         | Salvator Mundi (målning) | 1500           | Louvre Abu Dhabi                                                | religiøs kunst                  | Jesus mand Salvator Mundi rigsæble |
|         | De ludo scachorum | 1500           | State Archives of Gorizia                                       |                                 | |
|         | Virgin and Child with Saint Anne | 1500           |                                                                 |                                 | |
|         | Study for the Saint-Anne | 1500s          | Gallerie dell'Accademia                                         |                                 | |
|         | Saint Anne, the Virgin and Child | 1500s          | Department of Prints and Drawings of the Louvre                 |                                 | Sankt Anna Jomfru Maria Jesusbarn |
|         | Madonna of the Yarnwinder | 1501           |                                                                 | religiøs kunst                  | kvinde Jesusbarn dreng Jomfru Maria mor |
|         | Madonna of the Yarnwinder | 1501           | National Galleries Scotland Duke of Buccleuch collection        | religiøs kunst                  | Jomfru Maria Jesusbarn |
|         | Ange de l'Annonciation (recto) ; Femme en buste vue de profil (verso) | 16th century   | Rennes Museum of Fine Arts                                      | portræt religiøs kunst          | kvinde buste |
|         | Isleworth Mona Lisa | 1500s          | No/unknown value                                                | portræt                         | kvinde himmel bjerg |
|         | Q12418 | 1500s          | Louvre                                                          | portræt                         | Lisa Gherardini himmel vandområde bro armlæn landskab bjerg figur |
|         | The Battle of Anghiari | 1503           | Palazzo Vecchio                                                 | historiemaleri                  | Battle of Anghiari |
|         | Tavola Doria | 1503           | Galleria degli Uffizi                                           | historiemaleri                  | The Battle of Anghiari |
|         | The Angel of the Annunciation | 1503           |                                                                 | religiøs kunst                  | |
|         | Study for a kneeling Leda | 1500s          | Museum Boijmans Van Beuningen                                   |                                 | |
|         | Study for the Kneeling Leda | 1500s          | Chatsworth House                                                |                                 | |
|         | Group of riders in the Battle of Anghiari | 1500s          | Royal Collection                                                |                                 | |
|         | Leda and the Swan | 1505 1477      | Galleria degli Uffizi                                           | mytologisk maleri               | déhanché nøgenhed kvinde Leda svane Zeus Jupiter glatbarbering |
|         | Head of Leda | 1505           | Sforza Castle                                                   | mytologisk maleri               | kvinde Leda |
|         | Lucan portrait of Leonardo da Vinci | 1505           | No/unknown value Museum of the Ancient People of Lucania        | portræt selvportræt             | Leonardo da Vinci |
|         | Drapery Study for the Virgin | 1500s          | Department of Prints and Drawings of the Louvre                 |                                 | |
|         | Horse and Rider | 1500s          |                                                                 |                                 | |
|         | Leda and the Swan | 1510           | Château de Fontainebleau No/unknown value                       | mytologisk maleri Akt           | déhanché nøgenhed kvinde Leda svane Zeus Jupiter |
|         | Madonna of the Yarnwinder | 16th century   | No/unknown value                                                | religiøs kunst                  | Jomfru Maria Jesusbarn |
|         | Half-length man in profile facing right (recto) | 1510s          | Pinacoteca di Brera                                             |                                 | |
|         | Monte di Mandello | 1510           | Royal Collection                                                |                                 | Monte di Mandello Grignetta |
|         | Grignetta (Leonardo da Vinci) | 1510           | Royal Collection                                                |                                 | |
|         | Madonna og barnet med Sankt Anne | 16th century   | Louvre                                                          | religiøs kunst                  | Jesusbarn Jomfru Maria landskab Sankt Anna lamb Virgin and Child with Saint Anne træ draperi arm Monte di Mandello |
|         | The fetus in the womb | 1511 1510s     | Royal Collection                                                |                                 | foster livmoder |
|         | The fetus, and the muscles attached to the pelvis | 1511           | Royal Collection                                                |                                 | |
|         | The Head of the Virgin in Three-Quarter View Facing Right | 1510s          | Metropolitan Museum of Art                                      | religiøs kunst                  | Jomfru Maria kvinde menneskehoved profile |
|         | Selvportræt | 1512           | Royal Library of Turin                                          | selvportræt                     | Leonardo da Vinci mand ældre mennesker alderdom chin curtain langt hår Romernæse periorbital puffiness øjenbryn |
|         | Angelo Incarnato | 1510s          |                                                                 |                                 | |
|         | Rocks of Grignetta (Leonardo da Vinci) | 1513           | Royal Collection                                                |                                 | |
|         | Johannes Døberen | 1510s          | Louvre                                                          | religiøs kunst                  | Johannes Døberen |
|         | Medusa | 1597           |                                                                 | mytologisk maleri               | Medusa |
|         | La Vierge, l'enfant et Sainte Anne | 19th century   | Rennes Museum of Fine Arts                                      | religiøs kunst                  | religiøs kunst Jomfru Maria med barnet lamb Jomfru Maria Jesus |
|         | Leonardo's robot |                |                                                                 |                                 | |
|         | luftskrue |                |                                                                 |                                 | fly |
|         | Madonna i grotten |                |                                                                 | religiøst maleri                | kvinde Jesusbarn dreng Jomfru Maria mor engel |
|         | Leonardo's crossbow |                |                                                                 |                                 | |
|         | Rearing Horse and Mounted Warrior |                | Szépművészeti Múzeum                                            | rytterstatue                    | |
|         | Codex Forster |                | National Art Library                                            |                                 | |
|         | Leonardo's fighting vehicle |                |                                                                 |                                 | |
|         | Leonardo's horse |                |                                                                 | portrait sculpture rytterstatue | |
|         | viola organista |                |                                                                 |                                 | |
|         | Leonardo's self-propelled cart |                |                                                                 |                                 | |
|         | Traghetto di Leonardo |                |                                                                 |                                 | |
|         | architonnerre |                |                                                                 |                                 | |
|         | Adam i Ewa |                |                                                                 |                                 | |
|         | The Vision of Saint Bernard |                |                                                                 |                                 | |
|         | Christ Carrying the Cross |                | No/unknown value                                                | religiøs kunst                  | Jesus |
|         | Medusa |                | No/unknown value                                                | mytologisk maleri               | menneskehoved Medusa skjold kvinde |
|         | octant projection |                |                                                                 |                                 | |
|         | Studies of the Fetus in the Womb |                | Royal Collection                                                |                                 | |
|         | Kanone mit 33 canne di Leonardo |                |                                                                 |                                 | |
|         | The Martyrdom of Saint Sebastian |                |                                                                 |                                 | |
|         | Cats, lions, and a dragon |                | Royal Collection                                                |                                 | |
|         | Great Kite |                |                                                                 |                                 | |
|         | Visions of the End of the World |                |                                                                 |                                 | |
|         | Grotesque drawings by Leonardo da Vinci |                |                                                                 |                                 | fysisk person |
|         | rapid-fire crossbow |                |                                                                 |                                 | |
|         | studies of horses |                |                                                                 |                                 | |
|         | Mechanical eagle |                |                                                                 |                                 | |
|         | Ideal city by Leonardo da Vinci |                |                                                                 |                                 | |
|         | multiple bombards by Leonardo da Vinci |                |                                                                 |                                 | |
|         | Study for the Head of Saint Anne |                | Royal Collection                                                |                                 | |
|         | Studies for the Christ Child |                |                                                                 |                                 | |
|         | Leonardo's mechanical lion |                |                                                                 |                                 | |
|         | Three lunettes above the Last Supper |                |                                                                 |                                 | |
|         | Study for the Drapery of the Virgin's Right Arm |                | Royal Collection                                                |                                 | |
|         | Study of a Young Woman in Profile |                | Royal Collection                                                |                                 | |
|         | Map of Lecco |                | Institut de France                                              |                                 | Comosøen Lecco |
|         | Study of Drapery |                | Fondation Custodia                                              |                                 | |
|         | Saint John the Baptist |                | Ashmolean Museum                                                | religiøs kunst                  | Johannes Døberen |
|         | The Virgin with the Child, with Cherries and a Cherry Tree in the Background |                | Christ Church College                                           |                                 | |
|         | The Last Supper |                | Harris Manchester College                                       | religiøs kunst                  | |
|         | Virgin of the Rocks |                |                                                                 |                                 | |
|         | A horseman fighting a dragon |                | British Museum                                                  |                                 | ridder drage rider |
|         | Codex Atlanticus (F0001) |                |                                                                 |                                 | |
|         | Codex Atlanticus (F0005) |                |                                                                 |                                 | |
|         | Codex Atlanticus (F0013) |                |                                                                 |                                 | |
|         | Codex Atlanticus (F0024) |                |                                                                 |                                 | |
|         | Codex Atlanticus (F0030) |                |                                                                 |                                 | |
|         | Codex Atlanticus (F0104) |                |                                                                 |                                 | |
|         | Codex Atlanticus (F0145) |                |                                                                 |                                 | |
|         | Codex Atlanticus (F0159) |                |                                                                 |                                 | |
|         | Codex Atlanticus (F0182) |                |                                                                 |                                 | |
|         | Codex Atlanticus (F0199) |                |                                                                 |                                 | |
|         | Codex Atlanticus (F0307) |                |                                                                 |                                 | |
|         | Codex Atlanticus (F0309) |                |                                                                 |                                 | |
|         | Codex Atlanticus (F0459) |                |                                                                 |                                 | |
|         | Codex Atlanticus (F0663) |                |                                                                 |                                 | |
|         | Codex Atlanticus (F0844) |                |                                                                 |                                 | |
|         | Codex Atlanticus (F1084) |                |                                                                 |                                 | |
|         | Studies of The Virgin and Child with Saint Anne and Saint John the Baptist |                | British Museum                                                  |                                 | sacra conversazione |
|         | studies for the London Virgin of the Rocks |                |                                                                 |                                 | |
|         | Codex Atlanticus (F1070) |                | Biblioteca Ambrosiana                                           |                                 | |
|         | Studies of military tank-like machines |                | British Museum                                                  |                                 | Leonardo's fighting vehicle |
|         | Drawing by Leonardo da Vinci (Uffizi, 421 E) |                | Galleria degli Uffizi                                           |                                 | |
|         | Studies of an old man and a youth (Salai?) in profile, facing each other |                | Galleria degli Uffizi                                           |                                 | |
|         | Drawing by Leonardo da Vinci (Uffizi, 424 E) |                | Galleria degli Uffizi                                           |                                 | |
|         | Drawing by Leonardo da Vinci (Uffizi, 425 E) |                | Galleria degli Uffizi                                           |                                 | |
|         | Drawing by Leonardo da Vinci (Uffizi, 428 E) |                | Galleria degli Uffizi                                           |                                 | |
|         | studies for the Madonna Litta |                |                                                                 |                                 | |
|         | studies for the Adoration of the Magi |                |                                                                 |                                 | De vise mænds tilbedelse |
|         | Codex Atlanticus (F0026) |                | Biblioteca Ambrosiana                                           |                                 | |
|         | Codex Atlanticus (F0089) |                | Biblioteca Ambrosiana                                           |                                 | |
|         | Codex Atlanticus (F0133) |                | Biblioteca Ambrosiana                                           |                                 | |
|         | Codex Atlanticus (F0139) |                | Biblioteca Ambrosiana                                           |                                 | |
|         | Codex Atlanticus (F0149) |                | Biblioteca Ambrosiana                                           |                                 | |
|         | Codex Atlanticus (F0157) |                | Biblioteca Ambrosiana                                           |                                 | |
|         | Codex Atlanticus (F0812) |                | Biblioteca Ambrosiana                                           |                                 | |
|         | Codex Atlanticus (F0845) |                | Biblioteca Ambrosiana                                           |                                 | |
|         | Codex Atlanticus (F0965) |                | Biblioteca Ambrosiana                                           |                                 | |
|         | Codex Atlanticus (F1069) |                | Gallerie dell'Accademia                                         |                                 | |
|         | Sketches for the Last Supper, and other studies |                | Royal Collection                                                |                                 | Den sidste nadver |
|         | The arm of St Peter |                | Royal Collection                                                |                                 | Apostlen Peter |
|         | The hands of St John in the Last Supper |                | Royal Collection                                                |                                 | Apostlen Johannes |
|         | The head of Judas |                | Royal Collection                                                |                                 | Judas Iskariot |
|         | The head of St Bartholomew |                | Royal Collection                                                |                                 | Bartholomæus |
|         | The head of St James, and architectural sketches |                | Royal Collection                                                |                                 | Jakob den Ældre |
|         | The head of St Philip |                | Royal Collection                                                |                                 | Philip the Evangelist |
|         | Mappello (Leonardo da Vinci) |                |                                                                 | kort                            | Comosøen Valsassina bjerg |
|         | Codex Resta |                | Biblioteca Ambrosiana                                           |                                 | |